# Ait Hadi
Ait Hadi (en àrab آيت هادي, Āyt Hādī; en amazic ⴰⵢⵜ ⵀⴰⴷⵉ) és una comuna rural de la província de Chichaoua, a la regió de Marràqueix-Safi, al Marroc. Segons el cens de 2014 tenia una població total de 7.431 persones.